# Belle Starr
Myra Maybelle Shirley (5. veljače 1848. – 3. veljače 1889.), poznatija kao Belle Starr, bila je američka odmetnica. 

## Rani život
Rođena je 5. veljače 1848. blizu Carthagea (Missouri) u obitelji farmera. Njena obitelj se u 1860-ima preselila u Carthage i njezin je otac postao vlasnikom jednog gradskog bara. 1864., nakon napada Unije na Carthage, Shirleyjevi se sele u Scyene u Teksasu. Tamo Belle odrasta s najpoznatijom am. bandom odmetnika, s braćom James i Younger, koji su se, također, iz Missourija preselili u Teksas i zajedno s Belleinim bratom Budom služili u Quantrillovim jahačima.

## Život nakon građanskog rata
Belle se 1866. udala za Jima Reeda, mladića kojeg je poznavala još u Missouriju, a koji se isto preselio u Teksas. Dvije godine kasnije, rodila mu je kćer Rosie Lee (nadimak Pearl). Zbog Jimove sklonosti kriminalu i zbog optužbe za ubojstvo, nova se obitelj seli u Kaliforniju. Tamo Belle, 1871. rađa i drugo dijete, sina Jamesa Edwina (nadimak Eddie). Nakon konačnog povratka u Teksas, Jim surađuje s lokalnim bandama i kriminalcima pa u kolovozu 1874. biva ubijen.

## Brak sa Samom Starrom
1880. udala se za Cherokee indijanca Sama Starra i naselila, zajedno s njim, na njegovoj obiteljskoj zemlji na indijanskom teritoriju. 1883. oboje su osumnjičeni za krađu konja i sprovedeni na suđenje u Forth Smithu (Arkansas). Proglašeni su krivima. Belle je odslužila 6 mjeseci popravnog zatvora u Detroitu (Michigan). 1886. uspjela je izbjeći osudu zbog nove krađe, no njen muž je ubijen u prosincu.

## Misterij smrti
Nakon muževljeve smrti, preudala se za njegova rođaka Jima Starra. Kasnije, 1889. navodno se ubila. Iako je istraga brzo završena, slučaj se smatra neriješenim.